# Pisidice mirifica
Pisidice mirifica är en insektsart som beskrevs av Victor Lallemand 1941. Pisidice mirifica ingår i släktet Pisidice och familjen spottstritar. Inga underarter finns listade i Catalogue of Life.